# António Guterres
Pour les articles homonymes, voir António Oliveira, Oliveira et Guterres.
António Guterres /ɐ̃ˈtɔnju ɡuˈtɛʁɨʃ/ , né le 30 avril 1949 à Lisbonne, est un homme d'État portugais et est-timorais,, membre du Parti socialiste (PS). Il est secrétaire général des Nations unies depuis le 1er janvier 2017.
Élu député entre 1976 et 1983 puis à partir de 1985, il devient en 1988 président du groupe parlementaire socialiste à l'Assemblée de la République. En 1992, il défait Jorge Sampaio et se fait désigner secrétaire général du PS.
Il recentre le parti et, profitant de l'usure du centre droit, remporte une forte majorité relative aux élections législatives d'octobre 1995. Il est alors nommé Premier ministre. Sous son premier mandat, le Portugal rejoint l'euro, organise l'exposition universelle de Lisbonne et assure la création de la Communauté des pays de langue portugaise, tout en relançant sa croissance et luttant contre la pauvreté.
Ce bon bilan, tempéré par l'échec des référendums sur l'interruption volontaire de grossesse et la régionalisation, lui permet d'obtenir un second mandat aux élections législatives d'octobre 1999 avec une majorité moindre qu'attendue. Cette deuxième phase du pouvoir montre un Premier ministre affaibli dans un pays en proie aux difficultés économiques.
La lourde défaite aux élections locales de décembre 2001 l'amène à démissionner de toutes ses fonctions et se retirer de la vie politique, à l'issue des élections de mars 2002 perdues par le PS.
Pressenti en 2004 comme candidat à la présidentielle de 2006, il met fin à toute ambition nationale en 2005 lorsque Kofi Annan le nomme haut commissaire des Nations unies pour les réfugiés (HCNUR). Il occupe cette fonction pendant deux mandats de cinq ans.
Le 13 octobre 2016, l'Assemblée générale des Nations unies le désigne comme secrétaire général pour succéder au Sud-Coréen Ban Ki-moon le 1er janvier 2017.

## Biographie

### Formation et débuts en politique
Après avoir reçu en 1965 le prix national des lycées, António Manuel de Oliveira Guterres s'inscrit à l'Institut supérieur technique (IST). Durant son cursus, il milite à la Jeunesse universitaire catholique (JUC) et évite de s'engager dans l'opposition à l'État nouveau.[réf. nécessaire]
Il obtient une licence de génie électronique en 1971 et commence alors à travailler comme professeur assistant à l'IST, enseignant la théorie des systèmes et les signaux de télécommunications.
En 1973, il adhère au Parti socialiste.

### Ascension
Il devient en mai 1974 chef de cabinet de José Torres Campos, secrétaire d'État chargé de l'Industrie et de l'Énergie. Âgé de seulement 25 ans, il quitte ce poste dix mois plus tard, en mars 1975. Lors des élections législatives du 25 avril 1976, il est élu député du district de Castelo Branco à l'Assemblée de la République.
Porté à la présidence de la commission parlementaire de l'Économie et des Finances en 1977, il est réélu député lors du scrutin intercalaire du 2 décembre 1979. À la suite des élections locales qui se tiennent deux semaines plus tard, il devient président de l'assemblée municipale de Fundão, au nord de Castelo Branco. Il conserve son mandat parlementaire aux élections du 5 octobre 1980. À cette occasion, il est tête de liste du Front républicain et socialiste (FRS) dans sa circonscription.
N'ayant pas été candidat aux élections anticipées du 25 avril 1983, il est de nouveau tête de liste dans le district de Castelo Branco à l'occasion des élections législatives anticipées du 6 octobre 1985. À l'ouverture de la législature, il est désigné président de la commission de l'Administration du territoire, des Collectivités locales et de l'Environnement. Après les élections du 19 juillet 1987, il est reconduit à la tête de sa commission, puis porté en 1988 à la présidence du groupe parlementaire socialiste, alors dans l'opposition.

### Secrétaire général du PS
Lors du scrutin du 6 octobre 1991, le PS subit sa troisième déroute consécutive. Jamais depuis la révolution des Œillets le parti n'avait enchainé trois échecs électoraux. António Guterres obtient que le parti annule sa convention stratégique et convoque, pour février 1992, un congrès extraordinaire, annonçant du même coup sa candidature au poste de secrétaire général.
Au vote des militants, il obtient plus de 60 % des délégués et peut donc se faire élire par 1 122 voix contre 190 au social-libéral Álvaro Beleza le 23 février 1992. Il devient de facto le chef de l'opposition. Sept mois plus tard, il devient vice-président de l'Internationale socialiste (IS). Il obtient un important succès à l'occasion des élections locales de décembre 1993, qui voient les socialistes s'imposer au niveau national et remporter près de 60 % des voix à Lisbonne avec Jorge Sampaio et à Porto avec Fernando Gomes.
Le 11 octobre 1994, il lance officiellement les « États généraux pour une Nouvelle majorité » destinés à faire l'inventaire des dix ans de pouvoir du Premier ministre libéral Aníbal Cavaco Silva, approuver le projet socialiste et se donner plus de crédibilité alors qu'il est mal perçu par son électorat et moins apprécié que le chef du gouvernement sortant. À la clôture des États généraux, le 11 mars 1995, il présente un contrat de législature de 125 pages élaboré par vingt-cinq personnalités issues du PS, de la société civile et ayant appartenu aux autres partis politiques du pays.

### Premier ministre du Portugal

#### Un premier mandat de succès
Aux élections législatives du 1er octobre 1995, le Parti socialiste remporte plus de 2 583 000 voix, ce qui lui accorde 43,76 % des suffrages exprimés et 112 députés sur 230 à l'Assemblée de la République. Il s'agit alors du meilleur score du parti depuis 1975. Réagissant à ce résultat, le secrétaire général du PS affirme vouloir placer le dialogue au centre de son action, et de faire particulièrement attention aux abus de pouvoir et au clientélisme.
António Guterres prend officiellement ses fonctions de Premier ministre le 28 octobre]. Il met ainsi fin à dix années de pouvoir du Parti social-démocrate et devient le premier socialiste autre que Mário Soares à exercer la direction de l'exécutif. Son gouvernement, présenté en début de mois, comprend des proches, comme le ministre de la Présidence et ministre de la Défense António Vitorino, des cadres du PS, tel le ministre des Affaires étrangères Jaime Gama, et des centristes indépendants, à l'instar du ministre des Finances António Sousa Franco (pt).
À l'élection présidentielle du 14 janvier 1996, le candidat socialiste et maire de Lisbonne Jorge Sampaio s'impose face au candidat social-démocrate Aníbal Cavaco Silva avec un score assez confortable de 53,9 % des voix. À l'occasion des élections régionales du 14 octobre suivant, le PS de Carlos César parvient à prendre le pouvoir aux Açores, grâce à un score de 45 % des voix et l'appui du Parti populaire (CDS-PP), alors que les sociaux-démocrates d'Alberto João Jardim se maintiennent sans difficulté à Madère.
Lors d'un sommet organisé à Lisbonne en juillet 1996, le Portugal, le Brésil, l'Angola, le Cap-Vert, le Mozambique, la Guinée-Bissau et Sao Tomé-et-Principe signent l'accord actant la création de la Communauté des pays de langue portugaise (CPLP), vieux projet de la diplomatie portugaise. À cette occasion, le Premier ministre affirme que la communauté renforcera l'identité, le poids des pays lusophones sur la scène internationale et annonce qu'il proposera « une réforme de l'Organisation des Nations unies pour avancer vers plus de démocratie et d'efficacité de la communauté internationale, qui doit intensifier ses efforts pour veiller aux droits humains et à la paix ».
Au début du mois de novembre 1997, il parvient à un « pacte de régime » avec le Parti social-démocrate qui lui permet de faire voter le budget de l'État, non sans avoir durement attaqué le bilan des dernières années de pouvoir de Cavaco Silva, marquées par la récession, et vanté les succès obtenus par son gouvernement en seulement deux années de pouvoir. Environ trois semaines plus tard, le 22 novembre, António Guterres fait face à sa première grande crise politique avec la démission de son numéro deux et Vice-Premier ministre officieux António Vitorino, à la suite d'allégations de fraude fiscale commise en 1989.
Il procède alors à un important remaniement ministériel qui promeut ses proches au sein du PS. Ainsi le ministre adjoint Jorge Coelho cumule son poste avec le ministère de l'Intérieur ; son secrétaire d'État adjoint Joaquim Pina Moura devient ministre de l'Économie ; le secrétaire d'État José Sócrates est nommé ministre adjoint du Premier ministre avec autorité sur la jeunesse, les sports et la toxicomanie ; tandis que le ministre de la Sécurité sociale Eduardo Ferro Rodrigues prend la tête d'un grand ministère du Travail et de la Solidarité. À cette occasion, il reconnaît que ces changements étaient prévus mais après les municipales du 14 décembre suivant. Ce scrutin marque une nouvelle victoire du PS, João Soares conservant Lisbonne et Fernando Gomes étant réélu à Porto.
Opposant à titre personnel à la libéralisation de l'interruption volontaire de grossesse (IVG) au nom de ses valeurs, il accepte en février 1998 la tenue d'un référendum sur le sujet, une semaine après le vote par le Parlement d'une loi allant dans ce sens et proposée par une partie du PS. Du fait de ce positionnement, ni le PS ni le gouvernement ne mènent campagne pour le référendum, le premier de l'histoire démocratique, convoqué le 28 juin, ce qui suscite de violentes critiques de la part des Jeunesses socialistes (JS). Du fait d'une abstention de 68 %, le résultat négatif à 51,9 % n'est pas contraignant pour l'Assemblée de la République mais le groupe socialiste décide de ne pas pousser plus avant le débat parlementaire, ce résultat provoquant des reproches sévères de Manuel Alegre, opposant interne de Guterres au Parti socialiste.
À peine cinq mois plus tard, le 9 novembre, il connaît son premier échec électoral depuis son arrivée au pouvoir avec le rejet par référendum du projet de décentralisation administrative qui devait aboutir à la création de huit Régions, en plus des Régions autonomes des Açores et de Madère. À l'annonce du résultat – 63,9 % de votes négatifs – il déclare que « la responsabilité du Parti socialiste est totalement et entièrement assumée par moi » ; malgré cet échec du parti au pouvoir, le président du PPD/PSD Marcelo Rebelo de Sousa exprime sa volonté que le gouvernement aille au terme de son mandat « car le pays a avant tout besoin de stabilité ».
À seulement quatre mois des législatives se tiennent les élections européennes du 13 juin 1999. Il choisit l'ancien chef de l'État Mário Soares, fondateur et premier secrétaire général du parti, pour mener la liste socialiste. Obtenant seulement 40 % de participation, le PS obtient 43 % des suffrages et 12 députés sur 25 au Parlement européen, une victoire que Guterres qualifie « d'historique ».

#### Un second mandat difficile

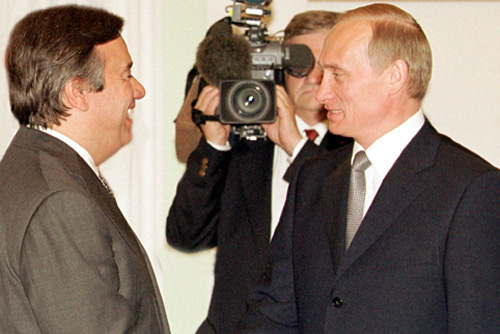
António Guterres rencontre Vladimir Poutine à Moscou en 2000.

Populaire et jouissant d'un grand prestige grâce à l'amélioration de la situation économique, l'instauration du revenu minimum garanti et l'impact de l'exposition universelle de Lisbonne en 1998, il mène la campagne des élections législatives du 10 octobre 1999 avec l'objectif de remporter la majorité absolue des sièges à l'Assemblée de la République. Le jour du scrutin, le Parti socialiste arrive encore largement en tête en recueillant plus de 2 385 000 voix, ce qui correspond à 44,06 % des voix et 115 sièges sur 230 au Parlement, soit un siège de moins que la majorité absolue. Deux jours après ce scrutin, le Portugal obtient d'être le pays organisateur du Championnat d'Europe de football 2004.
Il forme son second gouvernement le 25 octobre suivant, organisé autour de quatre personnes-clés : le ministre d'État et ministre des Affaires étrangères Jaime Gama, coordinateur de la politique extérieure et numéro deux de l'exécutif ; le ministre de la Présidence et ministre de l'Équipement social Jorge Coelho, coordinateur de la politique intérieure ; le ministre de l'Économie et ministre des Finances Joaquim Pina Moura, coordinateur de la politique économique ; le ministre du Travail et de la Solidarité Eduardo Ferro Rodrigues, coordinateur de la politique sociale. Lors de la présentation de son programme aux députés dix jours plus tard, il appelle à une grande réforme du système politique, qui limiterait les dépenses électorales, assurerait un meilleur contrôle du financement des partis et changerait le mode de scrutin, passant de la proportionnel à l'uninominal.
Il devient président de l'Internationale socialiste (IS) le 10 novembre suivant, en remplacement de l'ancien Premier ministre français Pierre Mauroy.
Ce second mandat, marqué par la présidence de l'Union européenne pendant le premier semestre de 2000, voit également un retournement défavorable de la conjoncture économique. En décembre 2000, il voit deux ministres, dont son ami et fidèle en politique Armando Vara, démissionner pour des soupçons de corruption, une affaire qui révèle en outre les conflits internes au Parti socialiste. Après la chute d'un pont à Castelo de Paiva qui cause plusieurs dizaines de mort, Jorge Coelho doit quitter immédiatement le gouvernement tandis que l'exécutif fait l'objet de nombreuses critiques car le mauvais état des infrastructures dans cette partie du pays était connue et avait même donné lieu à une manifestation deux mois plus tôt.
Les élections régionales du 15 octobre 2000 donnent à chaque grand parti une Région autonome. Le PS conserve en effet le pouvoir aux Açores avec un score de 49 % des suffrages et 30 élus sur 52, tandis qu'à Madère le PPD/PSD remporte 55,9 % des voix, soit 41 sièges sur 61. Par ailleurs, lors de l'élection présidentielle du 14 janvier 2001, le président de la République Jorge Sampaio est réélu dès le premier tour face à quatre candidats, dont trois de gauche, avec un score de 55 % des voix dans un contexte de forte abstention.

### Retrait de la vie politique
Ces succès électoraux ne se reproduisent cependant pas lors des élections locales du 16 décembre 2001. Au cours de ce scrutin effectivement, les sociaux-démocrates reprennent les mairies de Lisbonne et Porto aux socialistes et se placent en tête au niveau national, une première depuis les élections législatives de 1991. Affirmant vouloir assumer le résultat, éviter un « bourbier politique » et clarifier la situation, António Guterres annonce sa démission le soir même du scrutin, quelques instants avant l'annonce officielle de la défaite du PS dans la capitale portugaise.
Il dépose officiellement sa démission le lendemain du scrutin et le 18 décembre, il renonce à diriger le Parti socialiste lors d'une réunion extraordinaire de ses instances dirigeantes.
Après la candidature avortée de Jaime Gama, c'est Eduardo Ferro Rodrigues qui est choisi par la direction du parti pour lui succéder et mener les socialistes aux élections législatives anticipées du 17 mars 2002, auxquelles Guterres ne sera d'ailleurs pas candidat.

### Haut commissaire aux réfugiés

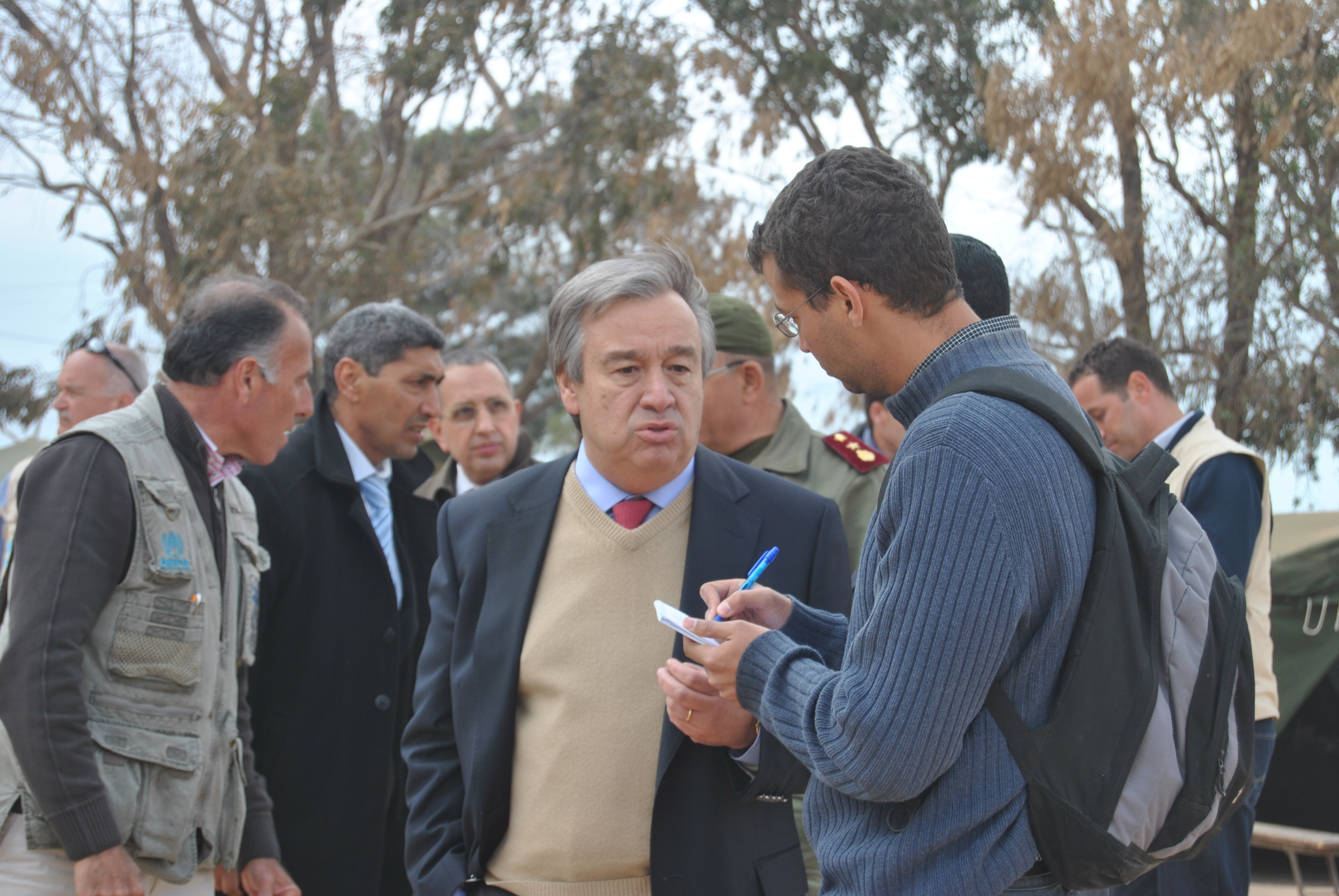
António Guterres en visite au camp Choucha, en Tunisie, à la suite de la crise des réfugiés libyens en mars 2011.

En 2004, à l'occasion du congrès extraordinaire du PS organisé après la démission de Ferro Rodrigues, ce dernier appelle à son ancien Premier ministre à être candidat à l'élection présidentielle de janvier 2006, lançant au nouveau secrétaire général José Sócrates : « Nous avons servi ensemble le pays dans les gouvernements d'António Guterres. J'espère que d'ici un an nous serons aussi ensemble dans un grand combat pour une grande victoire aux présidentielles ».
Cependant, il s'éloigne de la vie politique portugaise en 2005. Le 24 mai, le secrétaire général des Nations unies Kofi Annan le propose en effet comme nouveau haut commissaire des Nations unies pour les réfugiés (UNHCR) en remplacement de Ruud Lubbers, mettant en avant son engagement dans la cause des réfugiés et sa longue carrière politique. Le successeur d'Annan, Ban Ki-moon, annonce le 21 avril 2010 qu'il est reconduit dans ses fonctions pour un mandat de cinq ans.
Sa candidature à l'élection présidentielle de janvier 2016 est de nouveau évoquée en mai 2014. À l'occasion de la présentation de la biographie de Jorge Coelho, il déclare « Je ne suis pas candidat, mais il y a une probabilité, même infime, que cela arrive », expliquant se refuser à faire « des promesses pour l'éternité » ; cette intervention est favorablement accueillie par le parti, son ancien ministre de l'Agriculture Luís Capoulas Santos parlant même de « candidat difficilement battable ».
Son mandat à la tête du UNHCR prend fin le 31 décembre 2015, ses fonctions étant reprises par le diplomate italien Filippo Grandi. Pour la présidentielle organisée trois semaines plus tard, le PS n'investit officiellement aucun candidat.

### Secrétaire général de l'ONU

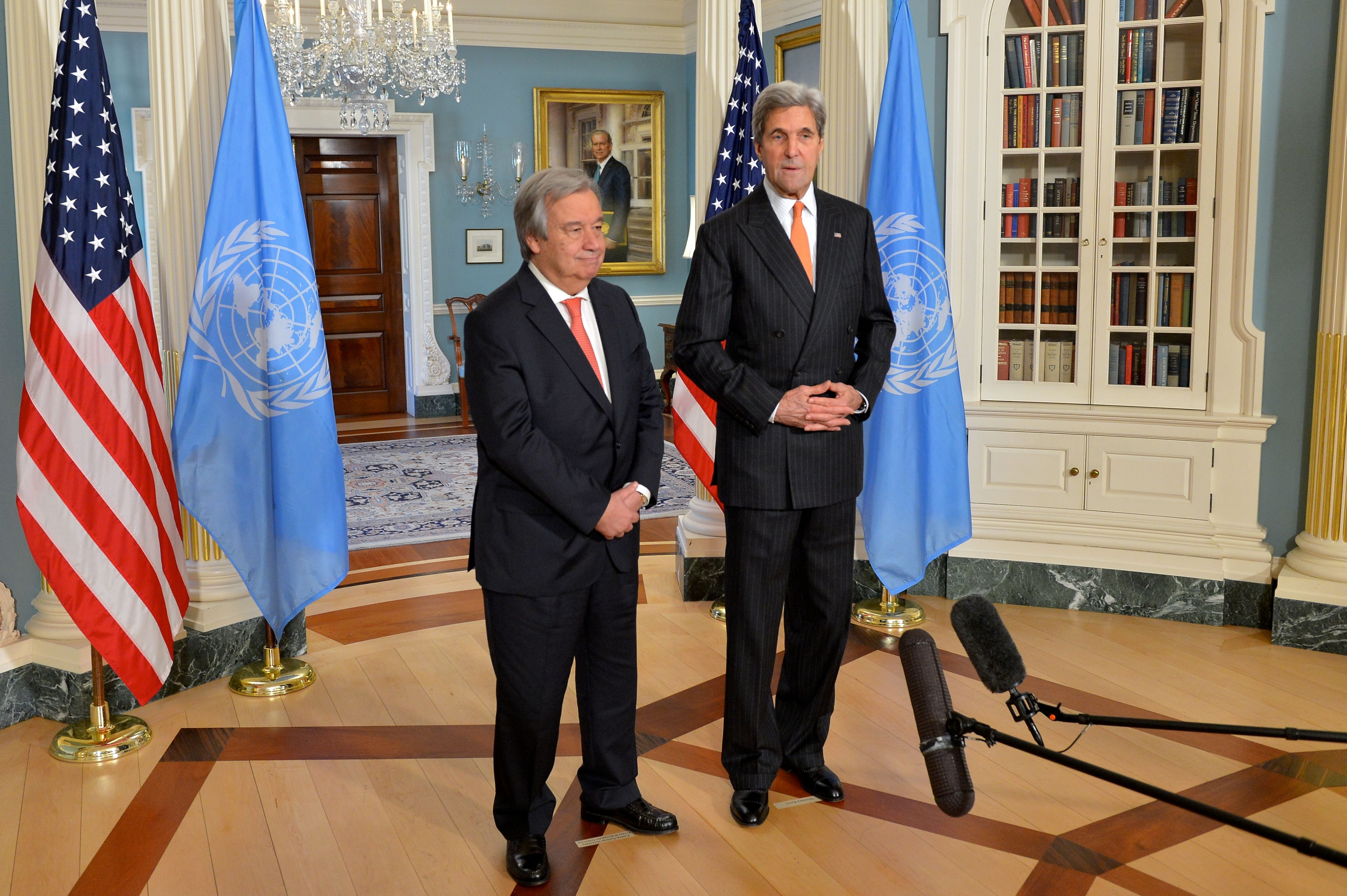
Guterres avec l'Américain John Kerry, en novembre 2016.

Le 22 janvier 2016, le nouveau Premier ministre portugais António Costa indique que son gouvernement compte proposer la candidature de Guterres au poste de secrétaire général de l'ONU alors que le mandat de Ban Ki-Moon se termine à la fin de l'année. Après avoir réussi la séquence des auditions des candidats, il est en tête du premier vote indicatif du Conseil de sécurité des Nations unies le 22 juillet avec 12 votes d'encouragement et 3 suffrages « sans opinion ». Il continue de s'imposer avec une douzaine de votes favorables, lors des scrutins tenus en août puis en septembre,. Enfin, lors du vote décisif du 5 octobre, il obtient 13 votes favorables, ce qui lui assure d'être élu.
Il annonce quelques semaines plus tard qu'il s'entoure de Amina J. Mohammed, ministre nigériane, appelée à devenir la vice-secrétaire générale, Maria Luiza Ribeiro Viotti, diplomate brésilienne qui dirigera son cabinet, et de Kyung-wha Kang, diplomate de Corée du Sud, nommée au poste de conseiller spécial sur la politique.
Le 23 avril 2017, Antonio Guterres est le premier secrétaire général de l'ONU à participer à l'Assemblée plénière du Congrès juif mondial où il déclare : « la forme moderne de l’antisémitisme est de nier l’existence de l’État d’Israël. ».
Par décision du conseil de sécurité le 8 juin 2021 (résolution 2580), il est reconduit pour un second mandat de cinq ans qui débute le 1er janvier 2022.
Il est particulièrement investi sur le sujet du climat. Il souhaite également deux sièges permanents pour des pays africains au conseil de sécurité de l'ONU avant 2026.
Le 2 octobre 2024, le ministre israélien des Affaires étrangères Israël Katz annonce qu'il l'a déclaré « persona non grata », lui reprochant de ne pas avoir nommément condamné la république islamique d'Iran pour avoir lancé la veille 200 missiles sur le territoire d'Israël.

### Vie privée
Le 1er janvier 1972, il épouse à Lisbonne Luísa Amélia Guimarães e Melo, née en 1946. Deux enfants naissent de cette union : Pedro en 1977 et Mariana en 1985. Sa femme meurt d'un cancer le 28 septembre 1998 à Londres.
Il se remarie trois ans plus tard, le 9 avril 2001 avec Catarina de Almeida Vaz Pinto, qui a onze ans de moins que lui. Elle est adjointe au maire de Lisbonne, chargée de la culture et des relations internationales.
António Guterres est de confession catholique.
En plus du portugais, il parle couramment anglais, français et espagnol.

## Distinctions

### Décorations

#### Décorations portugaises
- Grand-croix de l'ordre du Christ (2002)
- Grand-croix de l'ordre de la Liberté (2016)

#### Décorations étrangères
- Grand cordon de l'ordre de Léopold ( Belgique, 2000)
- Grand-croix de l'ordre national de la Croix du Sud ( Brésil, 1996)
- Première classe de l'ordre d'Amílcar Cabral ( Cap-Vert, 2001)
- Grand-croix de l'ordre du Mérite ( Chili, 2001)
- Collier de l'ordre d'Isabelle la Catholique ( Espagne, 2002)
- Collier de l'ordre de Charles III ( Espagne, 2023)
- Grand-croix de l'ordre national du Mérite ( France, 2002)
- Grand-croix de l'ordre de l'Honneur ( Grèce, 2000)
- Chevalier grand-croix de l'ordre du Mérite de la République italienne ( Italie, 2001)
- Première classe de l'ordre du Soleil levant ( Japan, 2002)
- Médaille de l'ordre de l'Amitié ( Kirghizistan, 2017)
- Grand-croix de l'ordre de l'Aigle aztèque ( Mexique, 1999)
- Grand cordon de l'ordre national du Mérite ( Niger, 2022)
- Grand-croix de l'ordre pro Merito Melitensi (Ordre souverain de Malte, 2024)
- Médaille de l'ordre de l'Amitié ouzbekistan (it) ( Ouzbékistan, 2024)
- Grand-croix de l'ordre du Mérite de la république de Pologne ( Pologne, 1997)
- Grand-croix de l'ordre du Timor oriental ( Timor oriental, 2009)
- Médaille du Jubilé « 25 ans de neutralité du Turkménistan » ( Turkménistan, 2020)
- Grand cordon de l'ordre de la République ( Tunisie, 2002)
- Première classe de l'ordre du Prince Iaroslav le Sage ( Ukraine, 2002)
- Grand officier de l'ordre de la République orientale de l'Uruguay (en) ( Uruguay, 1998)

### Autres distinctions honorifiques
- Docteur honoris causa de l'université de Beira Interior (2010)
- Docteur honoris causa de l'université Meiji (2014)
- Docteur honoris causa de l'université Carleton (2016)
- Docteur honoris causa de l'université de Coimbra (2016)
- Docteur honoris causa de l'université européenne de Madrid (2016)
- Docteur honoris causa de l'université de Caroline du Sud (2017)
- Prix Charlemagne (2019).